# 旭化成アミダス
旭化成アミダス株式会社（あさひかせいアミダス）は、旭化成グループの総合人材会社である。

## 概要
1987年1月、旭化成グループの多角的事業展開で培われた人材活用・人材育成ノウハウの活用を目的に、資本金2千万円（全額旭化成株式会社出資）にて、株式会社アミダスを設立。1996年4月に現社名に変更した。
「アミダス」という社名は、サービス・ソフト化時代の中で次々と仕事・サービスを「編み出す」ことにより、働く人の技術・スキルを「編み出す」、ワンストップとベストマッチによる課題解決を「編み出す」ことで社会に貢献をしたいという思いが込められている。

## 事業内容
- 人材派遣事業
- IT人材ビジネス事業（IT技術者特定派遣・一般派遣）
- 生産支援事業（製造派遣・製造業務請負）
- 人材紹介事業（転職支援）
- 教育事業（各種研修コース）
- コンサルティング事業
- テクノリサーチ事業（技術文献翻訳、特許情報・技術調査）
- マネジメントシステム事業（ISO内部監査員研修 等）
- ビジネスサポート事業（経営・業務支援）

## 沿革
- 1987年（昭和62年）
  - 1月 - 株式会社アミダスを東京都千代田区有楽町に設立、営業開始。
  - 4月 - 人材派遣事業・教育事業開始。
  - 9月 - 人材紹介事業開始。
- 1992年（平成4年）8月 - 本社を東京都千代田区内幸町に移転。
- 1994年（平成6年）4月 - テクノリサーチ事業開始。
- 1996年（平成8年）4月 - 社名を旭化成アミダス株式会社に変更。
- 2000年（平成12年）
  - 1月 - ビジネスサポート研究所設立。
  - 4月 - 企画室（現・IT事業グループ）設立。
- 2004年（平成16年）2月 - 生産支援事業部設立
- 2008年（平成20年）7月 - 本社を東京都中央区日本橋浜町に移転。
- 2009年（平成21年）1月 - 組織編成のため事業部名を一部改称。
- 2015年（平成27年）8月 - 本社を東京都千代田区神田錦町のテラススクエアに移転。

## 出版物
- こんな働き方があったのか!（就職情報研究所編、NTT出版）
- BSRで社員力を上げる!（研修教育研究会著、東洋経済新報社）
- とことん人を育てる!旭化成アミダスのIT人材戦略（研修教育研究会著、東洋経済新報社）